# Аригна

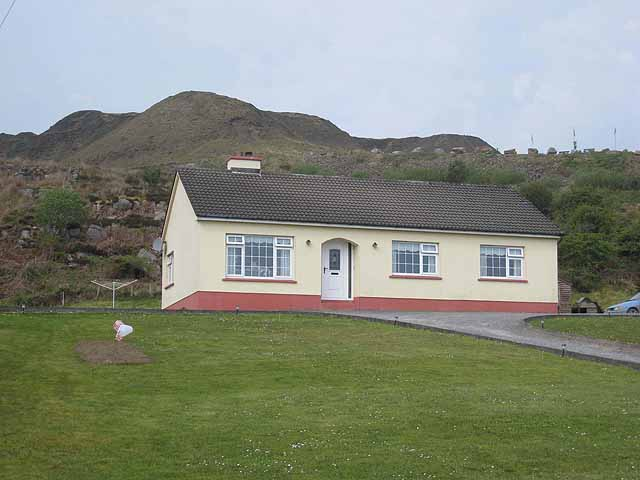

Аригна (англ. Arigna; ирл. An Airgnigh) — деревня в Ирландии, находится в графстве Роскоммон, баронство Бойл, приход Килронан (провинция Коннахт). Расположена недалеко от Лох-Аллена (на водном пути Шаннон — Эрн). Население около 500 человек.

## История
История Аригны началась в средние века с добычи железа. Западнее Лох-Аллена расположена гора называющаяся Slieve Anierin (ирл. Железная Гора). С начала XVII века, производство железа было модернизировано на основе использования древесного угля, который изготовлялся из древесины окрестных лесов. Так, как посадки деревьев на местах вырубки не производились, запасы древесины в конечном счете иссякли, что привело к закрытию металлургического завода к концу 17 столетия. Более полувека спустя, в 1765 году, здесь была организована угольная шахта, а спустя 30 лет плавка железа была возрождена. Производство железа закрылось, в 1838 году не выдержав конкуренции. Но добыча угля продолжалась давая работу людям в этом районе. До 1980-х годов на шахте работало 400 человек. Уголь использовался для отопления и для работы паровых двигателей. В 1958 году тут была открыта теплоэлектростанция, которая являлась первым крупным энергетическим объектом в Коннахте. В период расцвета электростанция сжигала 55000 тонн угля в год и обеспечивала занятость 60 человек. В конце 1980-х годов электростанция была закрыта а без своего главного покупателя закрылся в 1990 году и рудник, сейчас на его месте небольшой музей, повествующей о сложной работе шахтёра.
Со  2 мая 1888 года по 1 апреля 1959 года в Аригне функционировала железнодорожная станция узкоколейки Каван и Литрим.